# DOWAホールディングス
DOWAホールディングス株式会社（どうわホールディングス、英社名：DOWA Holdings Co., Ltd.）は、非鉄金属の製錬、加工、環境・リサイクルを主たる業務とするDOWAグループの持株会社。旧社名は同和鉱業。日経平均株価およびJPX日経インデックス400の構成銘柄の一つ。
かつては「藤田組（ふじたぐみ）」と呼ばれ、藤田財閥の中核企業であった。なお、かつて同じく「藤田組」と称していた準大手ゼネコンのフジタとは資本関係はない。

## 沿革
- 1869年（明治2年）- 藤田伝三郎が兄2人とともに大阪で藤田伝三郎商社を設立。当初は軍需の調達を行っていた。
- 1879年（明治12年）- 藤田組贋札事件で藤田伝三郎が逮捕されるが、冤罪と判明して釈放される。
- 1880年（明治13年）- 愛媛県の市ノ川鉱山の経営に関与して鉱業に進出。
- 1881年（明治14年）- 藤田組に社名変更。
- 1884年（明治17年）9月 - 政府から小坂鉱山の払い下げを受ける。
- 1887年（明治20年）- 大倉組の大倉喜八郎と組んで土木事業進出。
- 1893年（明治26年）12月 - 合名会社に改組。同時に軍需・土木事業を大倉組に譲渡（土木事業は現在の大成建設のルーツとなる）。
- 1899年（明治32年）5月 - 本山彦一の元で児島湾干拓事業を開始（6年後に完成）、また同じ頃、久原房之助（創業に関与した伝三郎の次兄の息子）が鉱山事業の立て直しに成功する。
- 1905年（明治38年）- 共同経営者として名を連ねていた伝三郎の長兄の息子達が独立（次兄の子である久原房之助はその2年前に独立）したため、伝三郎の単独経営となる。
- 1911年（明治44年）- 大阪亜鉛鉱業を設立。
- 1915年（大正4年）4月 - 花岡鉱山を買収。
- 1916年（大正5年）9月 - 柵原鉱山を買収。
- 1917年（大正6年）- 藤田銀行を設立。鉱山部門を藤田鉱業株式会社として分離。
- 1928年（昭和3年）- 金融恐慌により藤田銀行破産。
- 1937年（昭和12年）3月 - 合名会社藤田組と藤田鉱業株式会社が合併し、株式会社藤田組を設立する。
- 1945年（昭和20年）12月 - 同和鉱業株式会社に社名変更。藤田鉱業株式会社を分離。
- 1947年（昭和22年）12月11日 - 昭和天皇が柵原鉱業所に行幸（昭和天皇の戦後巡幸）[5]。
- 1955年（昭和30年）- 藤田興業（元、藤田鉱業株式会社）から藤田観光株式会社を分離。
- 1957年（昭和32年）8月 - 藤田興業を合併。鉄道部門は片上鉄道事業所とし、片上鉄道線の営業を開始。
- 1958年（昭和33年）2月 - 小坂鉄道を合併。小坂鉄道事業所とし、小坂線・花岡線の営業を開始。
- 1985年（昭和60年）4月 - 花岡線を廃止。
- 1989年（平成元年）10月 - 小坂製錬を分社化し、小坂線を同社に移管。
- 1990年（平成2年）1月 - 同和興産を合併。
- 1991年（平成3年）
  - 4月 - 東京熱処理工業株式会社を合併、サーモテック事業本部を設置。
  - 7月 - 片上鉄道線を廃止[6]。
- 2000年（平成12年）4月 - 社内カンパニー制を導入。
- 2006年（平成18年）10月 - DOWAホールディングス株式会社に社名変更、持株会社制に移行。事業会社DOWAメタルマイン・DOWAエコシステム・DOWAエレクトロニクス・DOWAメタルテックおよびDOWAサーモテックを設立。

なお、藤田興業から観光部門が分離・独立して設立された会社が藤田観光であるため、DOWAは現在でも藤田観光の株式31.8%を保有している。

## DOWAグループ

### 事業会社
- DOWAメタルマイン株式会社（製錬事業）
- DOWAエコシステム株式会社（環境・リサイクル事業）
- DOWAエレクトロニクス株式会社（電子材料事業）
- DOWAメタルテック株式会社（金属加工事業）
- DOWAサーモテック株式会社（熱処理事業）

### 事業サポート会社
- DOWAマネジメントサービス株式会社
- DOWAテクノロジー株式会社

### 主な事業子会社
DOWAメタルマイン関連会社
- 秋田製錬株式会社
- 秋田ジンクソリューションズ株式会社
- 秋田ジンクリサイクリング株式会社
- 秋田レアメタル株式会社
- 株式会社アシッズ
- 小坂製錬株式会社
- 株式会社日本ピージーエム

DOWAエコシステム関連会社
- エコシステムジャパン株式会社
- エコシステム秋田株式会社
- エコシステム千葉株式会社
- エコシステム花岡株式会社
- エコシステム小坂株式会社
- エコシステム岡山株式会社
- エコシステム山陽株式会社
- 光和精鉱株式会社
- ジオテクノス株式会社
- エコシステムリサイクリング株式会社
- 株式会社エコリサイクル
- アクトビーリサイクリング株式会社
- イー・アンド・イー ソリューションズ株式会社
- DOWA通運株式会社
- グリーンフィル小坂株式会社
- 蘇州同和資源綜合利用有限公司
- Modern Asia Environmental Holdings Pte Ltd.
- メルテック株式会社
- 岡山砿油株式会社
- バイオディーゼル岡山株式会社

DOWAエレクトロニクス関連会社
- DOWAエレクトロニクス岡山株式会社
- DOWA IPクリエイション株式会社
- DOWAハイテック株式会社
- DOWAセミコンダクター秋田株式会社
- DOWAエフテック株式会社

DOWAメタルテック関連会社
- DOWAパワーデバイス株式会社
- 新日本ブラス株式会社
- DOWAメタル株式会社
- DOWAメタニクス株式会社 - 旧：ヤマハメタニクス株式会社
- 豊栄商事株式会社
- DOWAハイテック株式会社

DOWAサーモテック関連会社
- DOWAサーモエンジニアリング株式会社
- 東熱興産株式会社
- 株式会社セム

その他関連会社
- 藤田観光株式会社
- 卯根倉鉱業株式会社
- DOWAテクノリサーチ株式会社
- 秋田工営株式会社
- DOWAテクノエンジ株式会社
- 陽和工営株式会社
- DOWA興産株式会社

## テレビ番組
- 日経スペシャル ガイアの夜明け “ゴミ”の電器がカネになる～テレビ・パソコン…潜む“金脈”～（2007年2月13日、テレビ東京）[7] - 17もの元素を回収できる技術力を生かした取組を取材。